# Pogodba o neširjenju jedrskega orožja
| Podpisala in ratificirala Pristopila ali nasledila Spoštuje določila, vendar izven (Tajvan) | Umaknila (Severna Koreja) Ni podpisnica (Indija, Izrael, Pakistan) |

Pogodba o neširjenju jedrskega orožja (angl. Nuclear Non-proliferation Treaty - NPT) je sporazum, s katerim se je pet priznanih držav z jedrskim orožjem, ki so izvedle eksplozijo jedrskega orožja pred 1. januarjem 1967 (ZDA, Sovjetska zveza, Združeno kraljestvo, Francija in Ljudska republika Kitajska) zavezalo, da državam brez jedrskega orožja ne bodo posredovale jedrskega orožja, ter materiala, znanja in tehnologije za njegovo izdelavo. Ravno tako pogodba državam brez jedrskega orožja prepoveduje sprejemanje jedrskega orožja ter znanja in tehnologije za njegovo izdelavo. Neformalen dogovor je predvideval tudi, da jedrske velesile ne bodo uporabile jedrskega orožja proti državam brez jedrskega orožja, čeprav so si posamezne države včasih to točko razlagale po svoje.
Poleg tega so se omenjene države obvezale, da si bodo prizadevale za prenehanje jedrskega oboroževanja ter postopno jedrsko razorožitev pod nadzorom mednarodne skupnosti. Seveda pogodba razorožitve eksplicitno ne zahteva; poudarja samo sodelovanje vseh držav na poti k temu cilju.
Pogodba državam brez jedrskega orožja ne prepoveduje razvoja in uporabe jedrskega programa za civilne namene (tj. pridobivanje energije in raziskovanje), obenem pa dovoljuje prenos znanja in tehnologije za miroljubno izkoriščanje jedrske energije. To nadzira Mednarodna agencija za jedrsko energijo (IAEA), ki s pomočjo inšpektorjev preverja, da se jedrske aktivnosti ne usmerjajo tudi v vojaške namene.
V primeru izrednih dogodkov, ko država podpisnica meni, da pogodba ovira njene glavne nacionalne interese ali predstavlja težave njeni suverenosti, ima ta država pravico brez podrobnejšega pojasnila odstopiti od pogodbe s trimesečnim odpovednim rokom.

## Status pogodbe
Pogodba je bila predstavljena 1. julija 1968 in so jo istega leta najprej podpisale le ZDA, Sovjetska zveza in Velika Britanija (Kitajska in Francija sta pogodbo podpisali leta 1992). Bivše republike Sovjetske zveze (razen Rusije) so se odpovedale jedrskemu orožju in so leta 1996 pristopile k pogodbi kot države brez jedrskega orožja. Do danes jo je podpisalo 189 držav. Podpisu pogodbe so se odrekli Izrael, Indija in Pakistan, Severna Koreja pa je pogodbo kljub podpisu kršila (ni dovoljevala inšpekcije s strani IAEA) in je od nje odstopila leta 2003.

## Kritike pogodbe o neširjenju jedrskega orožja
Pogodba o neširjenju jedrskega orožja je že od začetka tarča kritik, da države z največjimi arzenali jedrskega orožja (t. i. jedrske velesile) postavlja v priviligiran položaj, saj so te države razvile svoje jedrsko orožje pred podpisom te pogodbe. Države brez jedrskega orožja so zavezane stalnemu nadzoru svojih jedrskih programov, kar naj bi tem državam zmanjševalo svobodo pri delu na jedrskem programu (države z jedrskim orožjem niso zavezane k sodelovanju z inšpektorji IAEA).
Kritike letijo tudi na potek jedrskega razoroževanja, ki ga vsebuje pogodba. Medtem ko jedrske velesile od držav brez jedrskega orožja zahtevajo popolno spoštovanje pogodbe, same še vedno niso zmanjšale zalog jedrskega orožja do te mere, da bi lahko govorili o postopni jedrski razorožitvi. 

Tudi konec hladne vojne ni povzročil konca razvoja novih vrst jedrskega orožja in izboljšanih sistemov za njegovo uporabo ter obnavljanja starih zalog. Ravno tako nekatere jedrske velesile ohranjajo pravico do povračilnega in celo do preemptivnega napada z jedrskim orožjem, kar ne predstavlja napredka glede na obdobje hladne vojne. Ravno zaradi tega dejstva naj bi bilo neširjenje jedrskega orožja pod vprašajem, ker bi s tem nekatere države brez jedrskega orožja dobile opravičilo za odstop od pogodbe in razvoj lastnega jedrskega orožja (primer Severne Koreje).
Kljub dogovoru, da države z jedrskim orožjem ne bodo uporabile jedrskega orožja proti državam brez jedrskega orožja, se je izvedelo, da so nekatere države z jedrskim orožjem kljub temu imele namen to orožje uporabiti proti državam brez jedrskega orožja (npr. Velika Britanija, Francija, tudi ZDA so bile pripravljene na jedrski napad na Severno Korejo).
Pojavljajo se tudi domneve, da naj bi jedrske sile v nekaterih primerih skrivaj posredovale znanje za izdelavo jedrskega orožja drugim državam, kar bi pomenilo grobo kršitev pogodbe. Slednje naj bi se po nekaterih podatkih zgodilo v primeru razvoja izraelskega, indijskega in pakistanskega jedrskega orožja.